# Tipula (Eumicrotipula) armillata
Tipula (Eumicrotipula) armillata is een tweevleugelige uit de familie langpootmuggen (Tipulidae). De soort komt voor in het Neotropisch gebied.